# Škola Populo
Škola Populo je vzdělávací centrum, které nabízí individuální doučování pro děti základních a středních škol, pro studenty vysokých škol nebo pro dospělé. Doučuje všechny předměty, jako je například český jazyk, matematika či cizí jazyky. Zaměřuje se také na přípravu k přijímacím zkouškám nebo k maturitě.
Spolek Škola Populo vznikl v roce 2018. Dříve byla společnost známá pod názvem Etiam. Hlavní sídlo má v Olomouci. Pobočky má i v dalších městech (například v Praze, Brně nebo Ostravě). Zakladatelem a ředitelem Školy Populo je Jakub Rakušan, který se v souvislosti s projektem objevuje i ve veřejném prostoru a vyjadřuje se k problematice vzdělávání v České republice.
Škola Populo si zakládá na individuálním přístupu, kdy lektor v době doučování věnuje pozornost vždy a pouze jednomu dítěti. Pro spolek je důležitá také kvalita poskytovaných služeb. Ve Škole Populo lekce vedou certifikovaní lektoři, kteří jsou odborníci ve svém oboru. Učivo předávají jasně a srozumitelně a vždy se přizpůsobí tempu daného studenta. Výuka je dostupná prezenčně na pobočce i online.

## Historie
Jakub Rakušan otevřel svou první pobočku v Olomouci v roce 2014. Postupně se otevřely všechny dosavadní pobočky po celé České republice.